# 遠野市消防本部
遠野市消防本部（とおのししょうぼうほんぶ）は、岩手県遠野市の消防部局（消防本部）。管轄区域は遠野市全域。

## 概要
- 主力機械（2020年4月1日現在）
  - 普通消防ポンプ自動車：3
  - 水槽付消防ポンプ自動車：1
  - 救急自動車：3
  - 救助工作車：1
  - 指令車：1
  - 指揮車：2
  - 広報車：3
  - 資機材搬送車：2
  - 多目的作業車：2

## 沿革
- 1973年
  - 4月 遠野市と上閉伊郡宮守村の1市1村により遠野地区消防事務組合を設立。遠野地区消防事務組合消防本部・遠野消防署が発足。
  - 12月 宮守分署を開設。
- 1996年4月 高規格救急車を遠野消防署に配備し、救急救命士の運用を開始。
- 1998年4月 救助工作車を遠野消防署に配備。
- 2001年3月 高規格救急車を宮守分署に配備。
- 2005年
  - 9月30日 遠野地区消防事務組合が解散。
  - 10月1日 遠野市と宮守村が新設合併し、新たな遠野市が発足。遠野市消防本部を設置。宮守分署を宮守出張所に改称。

## 組織
- 本部 - 消防総務課、保安施設課
- 消防署

## 消防署
| 消防署     | 住所                   | 出張所                          |
| ---------- | ---------------------- | ------------------------------- |
| 遠野消防署 | 青笹町糠前10地割46番地 | 宮守：宮守町下宮守29地割73番地1 |